# Терещенко Валерій Іванович
Тере́щенко Вале́рій Іва́нович (13 (26) червня 1901 — 28 вересня 1994) — американсько-український економіст і публіцист, доктор економічних наук, відомий у світі вчений в галузі менеджменту. Після повернення з еміграції сприяв відродженню в СРСР науки організації й управління, його праця «Організація і управління: досвід США» стала справжнім бестселером, витримавши десятки видань у колишньому Радянському Союзі та країнах Європи.

## Біографія
Народився 13 [26] червня 1901 року в м. Катеринодарі, у сім'ї заступника окружного судді. Його батько родом з села Коровинці Харківської, до 1835 р. — Слобідсько-Української губернії (тепер Недригайлівський район Сумської області), син простого селянина, який, втім, був керуючим поміщицьким маєтком і дав вищу освіту всім своїм синам. Двоє з них закінчили Київський університет, а батько В. Терещенка — юридичний факультет Московського університету. Мати — з козацького роду Білоусів, що свого часу закоренився на Північному Кавказі. Цікаво, що на землях, якими володів батько його матері на Кубані, після революції 1917 р. було створено колгосп, названий ім'ям діда: такою була відзнака запроваджених ним прогресивних форм землекористування.
Під час громадянської війни в Росії випускник катеринодарської гімназії В. Терещенко був мобілізований до військового училища. Та воювати йому не довелося. Спершу з Добровольчою армією він потрапив у Крим, звідки у 1920 р. його, тяжко хворого на тиф, вивезли за кордон, на довгі роки відірвавши від рідної землі. Без документів і будь-яких засобів до існування юнакові, який щойно закінчив з відзнакою гімназію та консерваторію, довелося долати чужі землі і кордони. Близько десяти років він жив у Чехословаччині. У Празі закінчив економічне відділення Чеського технічного університету та 2-річний Інститут сільськогосподарської кооперації, де певний час викладав. Оплачувати навчання допомагали емігрантські фонди та гонорари від власних концертів.
У 1930 році, коли в Європі загострилась економічна криза, В. Терещенко виїхав до Сполучених Штатів Америки, тут закінчив економічний факультет Колумбійського університету. Згодом був професором цього університету, ряду інших вищих навчальних закладів, де викладав, зокрема, курс «Організація і управління». Він був віце-президентом фірми, працював у Міністерстві сільського господарства США, консультантом у відомого американського фермера-кукурудзовода зі штату Айова Росуелла Гарста (Roswell Garst) та в одній з фірм Уолл-стріту.
З-під пера вченого вийшло понад 20 праць з питань кооперації. У 1937 році за спонсорства Міністерства праці США В. Терещенко організував і очолив великий (160 співробітників) Науково-дослідницький проект з вивчення світової літератури з питань кооперації, виданої 12 мовами. Робота велася у тісному співробітництві з Кооперативною лігою США, Міжнародним кооперативним альянсом у Лондоні, Міжнародним бюро праці в Женеві та Рокфеллерівським комітетом по зв'язках з Південною Америкою. Опубліковані праці Проекту стали широко відомі у міжнародних кооперативних колах. Бібліотека конгресу США зарахувала зібрані Проектом матеріали до «найповніших у світі». Фундаментальне видання Проекту «Конспекти законів з кооперації у США» було використано для перегляду кооперативних законів у деяких штатах. У зв'язку з цим у квітні 1940 року В. Терещенко запрошувався в Комісію з кооперативного законодавства Сенату США. Перед закінченням війни вчений був обраний до Виконкому Міжнародного комітету з питань післявоєнної кооперативної реконструкції (Нью-Йорк). У 40-х роках його запросили організувати секцію з кооперації в Латино-Американському інституті у Бостоні, він був ініціатором організації першої в історії делегації кооператорів Південної Америки до США.
По закінченні другої світової війни В. Терещенко неодноразово приїздив на батьківщину з діловими візитами, допомагав у налагодженні торгово-економічних зв'язків з США. У 1946 році був головним економістом УНРРА (United Nations Relief and Rehabilitation Administration, Адміністрації Об'єднаних Націй з питань допомоги і відбудови) в Україні.
Після остаточного повернення в СРСР, з 1963 року постійно жив у Києві. Працював у НДІ економіки та організації сільського господарства Міністерства сільського господарства України, викладав у Київському університеті. Чверть століття В. Терещенко присвятив вивченню проблем науково-технічного потенціалу, працюючи в провідних наукових установах Академії наук України. Останні роки свого життя працював консультантом Центру досліджень науково-технічного потенціалу та історії науки НАН України. За його безпосередньою участю підготовлено десятки кандидатів і докторів наук у галузі управління.
Заслужене визнання як у США, так і на батьківщині В. Терещенку здобули його активна громадська, науково-дослідницька та лекторська діяльність. Він — автор понад 170 праць і статей у періодиці з питань організації та управління економікою, які друкувалися в США, Аргентині, Болгарії, Індії, Канаді, Німеччині, Перу, Польщі, Чехословаччині, Швейцарії. Був удостоєний почесної нагороди ЮНЕСКО, а також почесної грамоти Спілки письменників штату Міссурі (США). У 1970 році у московському видавництві «Экономика» за його редакцією вийшов «Курс для вищого управлінського персоналу» — своєрідна енциклопедія з менеджменту, скорочений переклад 6-томного американського видання «Executive Leadership Course». Останні праці В. Терещенка «Проблема вибору: політика наукових пріоритетів на Заході», «Наука керувати» та «Все про кооперацію», видані в Києві, він написав майже в 90-річному віці.
В. І. Терещенко помер 28 вересня 1994 року, похований на Байковому кладовищі у Києві.
У 1996 році бібліотека, фотоархів та філокартична колекція Валерія Терещенка надійшла до Наукової бібліотеки НаУКМА. У бібліотечному фонді станом на 2014 рік містилося 1505 примірників. Це зібрання створив переважно сам В. Терещенко протягом життя: у період еміграції та в статусі громадянина СРСР.